# Panellenio Protathlema 1953-1954
La Panellenio Protathlema 1953-1954 è stata la 18ª edizione del campionato di calcio greco conclusa con la vittoria dell'Olympiacos Pireo, al suo decimo titolo.
Capocannoniere del torneo fu Christoforos-Foris Jentzis (PAOK) con 7 reti.

## Formula
Le squadre partecipanti disputarono una prima fase a carattere regionale.
Furono ammesse alla finale nazionale sei club che disputarono un girone di andata e ritorno per un totale di 10 partite.
Alla vincente venivano assegnati 3 punti, due al pareggio e uno in caso di sconfitta.

## Squadre partecipanti
| Squadra       | Città     | Stadio |
| ------------- | --------- | ------ |
| AEK Atene     | Atene     |        |
| Nikī Volo     | Volos     |        |
| Olympiacos    | Il Pireo  |        |
| Panachaïkī    | Patrasso  |        |
| Panathīnaïkos | Atene     |        |
| PAOK          | Salonicco |        |

## Classifica girone finale
|                   | Pos. | Squadra       | Pt | G  | V | N | P | GF | GS | DR  |
| ----------------- | ---- | ------------- | -- | -- | - | - | - | -- | -- | --- |
| Grecia (bandiera) | 1.   | Olympiacos    | 28 | 10 | 8 | 2 | 0 | 33 | 3  | +30 |
|                   | 2.   | Panathīnaïkos | 25 | 10 | 5 | 5 | 0 | 12 | 5  | +7  |
|                   | 3.   | AEK Atene     | 21 | 10 | 4 | 3 | 3 | 15 | 17 | -2  |
|                   | 4.   | PAOK          | 17 | 10 | 2 | 3 | 5 | 15 | 14 | +1  |
|                   | 5.   | Nikī Volo     | 16 | 10 | 2 | 2 | 6 | 8  | 19 | -11 |
|                   | 6.   | Panachaïkī    | 12 | 10 | 1 | 1 | 8 | 5  | 30 | -25 |

Legenda:

      Campione di Grecia
Note:

Tre punti a vittoria, due a pareggio, uno a sconfitta.

### Verdetti
- Olympiakos Pireo campione di Grecia

## Marcatori
| Gol |  |  | Giocatore                  | Squadra    |
| --- |  |  | -------------------------- | ---------- |
| 7   |  |  | Christoforos-Foris Jentzis | PAOK       |
| 6   |  |  | Mpambis Kotridis           | Olympiacos |
| 5   |  |  | Themis Moustaklis          | Olympiacos |